# Pieczareczka borowa

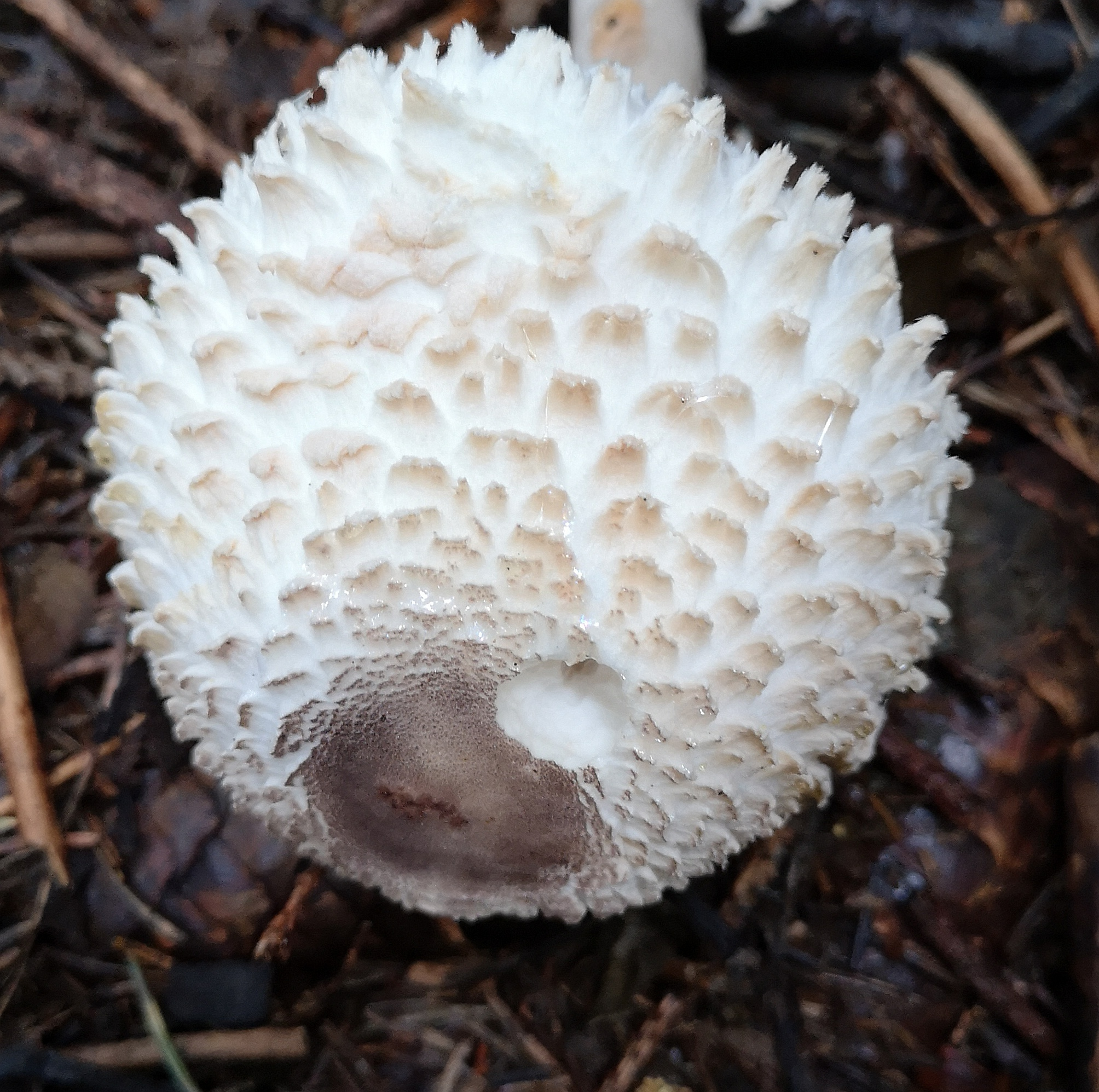

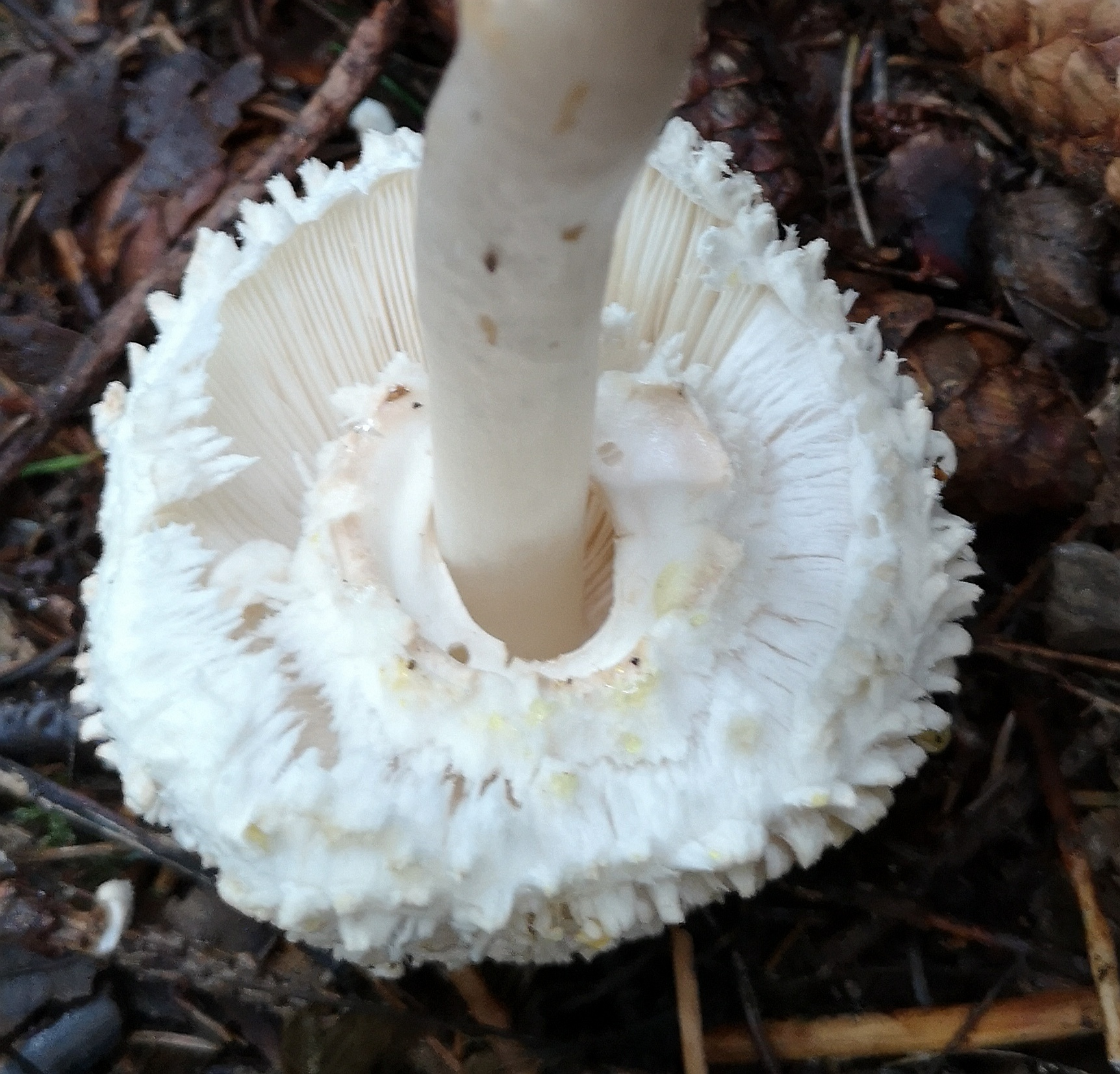

Pieczareczka borowa, czubajka żółknąca (Leucoagaricus nympharum (Kalchbr.) Bon) – gatunek grzybów z rodziny pieczarkowatych (Agaricaceae).

## Systematyka i nazewnictwo
Pozycja w klasyfikacji według Index Fungorum: Leucoagaricus, Agaricaceae, Agaricales, Agaricomycetidae, Agaricomycetes, Agaricomycotina, Basidiomycota, Fungi.
Po raz pierwszy opisał go w 1873 r. Károly Kalchbrenner nadając mu nazwę Agaricus nympharum. Obecną, uznaną przez Index Fungorum nazwę nadał mu Marcel Bon w 1977 r.
Ma kilkanaście synonimów. Niektóre z nich:
- Lepiotophyllum rhacodes var. puellaris (Fr.) Locq. 1942
- Leucocoprinus puellaris (Fr.) Locq. 1945
- Macrolepiota nympharum (Kalchbr.) Wasser 1985
- Macrolepiota puellaris (Fr.) M.M. Moser 1967[2].

Barbara Gumińska i Władysław Wojewoda w 1983 r. nadali mu polską nazwę czubajka dziewczęca, w 2003 r. W. Wojewoda zarekomendował nazwę czubajka żółknąca, obydwie są niespójne z aktualną nazwą naukową. W 2024 r. Komisja ds. Polskiego Nazewnictwa Grzybów przy Polskim Towarzystwie Mykologicznym zarekomendowała polską nazwę pieczareczka borowa, spójną z nazwą naukową.

## Morfologia
Kapelusz
Średnica 4–10 cm, początkowo niemal kulisty, potem jajowaty lub dzwonkowaty, na koniec płaski z niskim garbkiem. Powierzchnia sucha, biaława, pokryta koncentrycznie ułożonymi i dachówkowato na siebie zachodzącymi dużymi łuskami, początkowo białymi, potem brązowymi. Środek gładki, orzechowobrązowy.
Blaszki
Gęste, wolne, grube, początkowo białe, potem różowawe, po uciśnięciu oraz u starszych okazów brudnobrązowe.
Trzon
Wysokość 8–15 cm, łykowaty, grubość do 1,5 cm, niemal zdrewniały, trudny do wyłamania, walcowaty z bulwiastą podstawą o średnicy do 3 cm, wewnątrz pusty. Powierzchnia naga, gładka, początkowo biaława, potem brudnobrązowa. Pierścień watowaty, białawy, wolny, dający się przesuwać.
Miąższ
Cienki, watowaty, biały, w trzonie po przecięciu czerwieniejący. Smak i zapach słaby, podobny do rzodkwi.
Cechy mikroskopowe
Zarodniki 8–12 × 6–8 μm, w odczynniku Melzera dekstrynoidalne z wyraźnymi porami rostkowymi.
Gatunki podobne
Czubajnik czerwieniejący (Chlorophyllum rhacodes) i czubajka kania (Macrolepiota procera) odróżniają się większymi owocnikami i kapeluszem o większych łuskach.

## Występowanie i siedlisko
Leucoagaricus nympharum znany jest głównie w Europie i Azji, podano także jedno jego stanowisko w Meksyku. W opracowaniu W. Wojewody z 2003 roku jest wymieniony jako czubajka żółknąca Macrolepiota nympharum i przytoczone są 4 jego stanowiska. Pod taką samą nazwą w późniejszych latach podano wiele nowych stanowisk, a najbardziej aktualne podaje internetowy atlas grzybów. Znajduje się w nim na liście gatunków zagrożonych i wartych objęcia ochroną.
Naziemny grzyb saprotroficzny występujący w różnego typu lasach i zaroślach na wapiennym podłożu.
Grzyb jadalny.